# Wybory do Parlamentu Europejskiego w Rumunii w 2009 roku

Wyniki w regionach. Zielony – wygrana Demokratycznego Związku Węgrów w Rumunii, pomarańczowy – wygrana Partii Liberalno-Demokratycznej, czerwony – wygrana socjaldemokratów i konserwatystów

Wybory do Parlamentu Europejskiego VII kadencji w Rumunii zostały przeprowadzone 7 czerwca 2009. Rumunii wybrali 33 eurodeputowanych. Frekwencja wyniosła 27,67%. W wyborach wystartowało łącznie 9 podmiotów (partyjnych, koalicyjnych i kandydatów niezależnych).

## Wyniki wyborów
| Lista wyborcza                                        | Głosy     | %     | Mandaty | Zmiana |
| ----------------------------------------------------- | --------- | ----- | ------- | ------ |
| Partia Socjaldemokratyczna + Partia Konserwatywna     | 1 504 218 | 31,07 | 11      | +1     |
| Partia Demokratyczno-Liberalna                        | 1 438 000 | 29,71 | 10      | –6     |
| Narodowa Partia Liberalna                             | 702 974   | 14,52 | 5       | –1     |
| Węgierska Unia Demokratyczna w Rumunii                | 431 739   | 8,92  | 3       | +1     |
| Partia Wielkiej Rumunii                               | 419 094   | 8,65  | 3       | +3     |
| Elena Băsescu (kandydat niezależny)                   | 204 280   | 4,22  | 1       | +1     |
| Partia Narodowo-Chłopska-Chrześcijańsko-Demokratyczna | 70 428    | 1,45  | –       | –      |
| Pavel Abraham (kandydat niezależny)                   | 49 864    | 1,03  | –       | –      |
| Siła Obywatelska                                      | 19 436    | 0,40  | –       | –      |
| Głosy ważne                                           | 4 840 032 | 96,12 | –       | –      |
| Głosy nieważne                                        | 194 621   | 3,86  | –       | –      |
| Razem                                                 | 5 035 297 | 100   | 33      | –      |